# Rem als Jocs Olímpics d'estiu de 1912 - Quatre amb timoner, inriggers, masculí
La prova de Quatre amb timoner masculí, modalitat inriggers fou una de les quatre que es disputaren als Jocs Olímpics d'Estocolm de 1912 i que formaven part del programa de rem. Hi van prendre part 30 remers procedents de 4 països.
La competició es va disputar entre el dimecres 17 i el dijous 18 de juliol a Djurgårdsbrunnsviken.

## Medallistes
| Or | Plata | Bronze                                                                                           |
| Dinamarca · Nykjøbings paa FalsterEjler Allert · Jørgen Hansen · Carl Møller · Carl Pedersen · Poul Hartmann | Suècia · Roddklubben af 1912Ture Rosvall · William Bruhn-Möller · Conrad Brunkman · Herman Dahlbäck · Wilhelm Wilkens | Noruega · OrmsundClaus Høyer · Reidar Holter · Magnus Herseth · Frithjof Olstad · Olav Bjørnstad |

## Vaixells participants
Les següents 6 embarcacions van prendre part en aquesta competició:
- Dinamarca Nykjøbings paa Falster Roklub
- França Société Nautique de Bayonne
- Noruega Christiania Roklub
- Noruega Ormsund Roklub
- Suècia Göteborgs Roddförening
- Suècia Roddklubben af 1912

## Resultats

### Sèries
| Pos. | Tripulació                                                                                            | País    | Temps      |
| ---- | --- | ------- | ---------- |
| 1    | Roddklubben af 1912 Ture Rosvall William Bruhn-Möller Conrad Brunkman Herman Dahlbäck Wilhelm Wilkens | Suècia  | 7'51"5     |
| 2    | Kristiania Roklub Gunnar Grantz Olaf Solberg Gustav Hæhre Hannibal Fegth John Bjørnstad               | Noruega | a 2 llargs |

| Pos. | Tripulació                                                                                              | País      | Temps      |
| ---- | --- | --------- | ---------- |
| 1    | Nykjøbings paa Falster Ejler Allert Christian Hansen Carl Møller Carl Pedersen Poul Hartmann            | Dinamarca | 7'53"0     |
| 2    | Göteborgs Roddförening Tage Johnson Axel Johansson Axel Gabrielsson Charles Gabrielsson Wilhelm Brandes | Suècia    | a 1½ llarg |

| Pos. | Tripulació | País    | Temps      |
| ---- | --- | ------- | ---------- |
| 1    | Ormsund Roklub Claus Høyer Reidar Holter Magnus Herseth Frithjof Olstad Olav Bjørnstad                          | Noruega | 8'03"0     |
| 2    | Société Nautique de Bayonne Charles Garnier Alphonse Meignant Auguste Richard Gabriel Poix François Elichagaray | França  | a 5 llargs |

### Semifinals
| Pos.   | Tripulació                                                                                            | País    | Temps        |
| ------ | --- | ------- | ------------ |
| 1      | Roddklubben af 1912 Ture Rosvall William Bruhn-Möller Conrad Brunkman Herman Dahlbäck Wilhelm Wilkens | Suècia  | 7'39"2       |
| Bronze | Ormsund Roklub Claus Høyer Reidar Holter Magnus Herseth Frithjof Olstad Olav Bjørnstad                | Noruega | a ¾ de llarg |

| Pos. | Tripulació                                                                                   | País      | Temps  |
| ---- | -------------------------------------------------------------------------------------------- | --------- | ------ |
| 1    | Nykjøbings paa Falster Ejler Allert Christian Hansen Carl Møller Carl Pedersen Poul Hartmann | Dinamarca | 7'39"2 |

### Final
| Pos.  | Tripulació                                                                                            | País      | Temps  |
| ----- | --- | --------- | ------ |
| Or    | Nykjøbings paa Falster Ejler Allert Christian Hansen Carl Møller Carl Pedersen Poul Hartmann          | Dinamarca | 7'44"6 |
| Plata | Roddklubben af 1912 Ture Rosvall William Bruhn-Möller Conrad Brunkman Herman Dahlbäck Wilhelm Wilkens | Suècia    | 7'56"9 |